# PET-Rohling

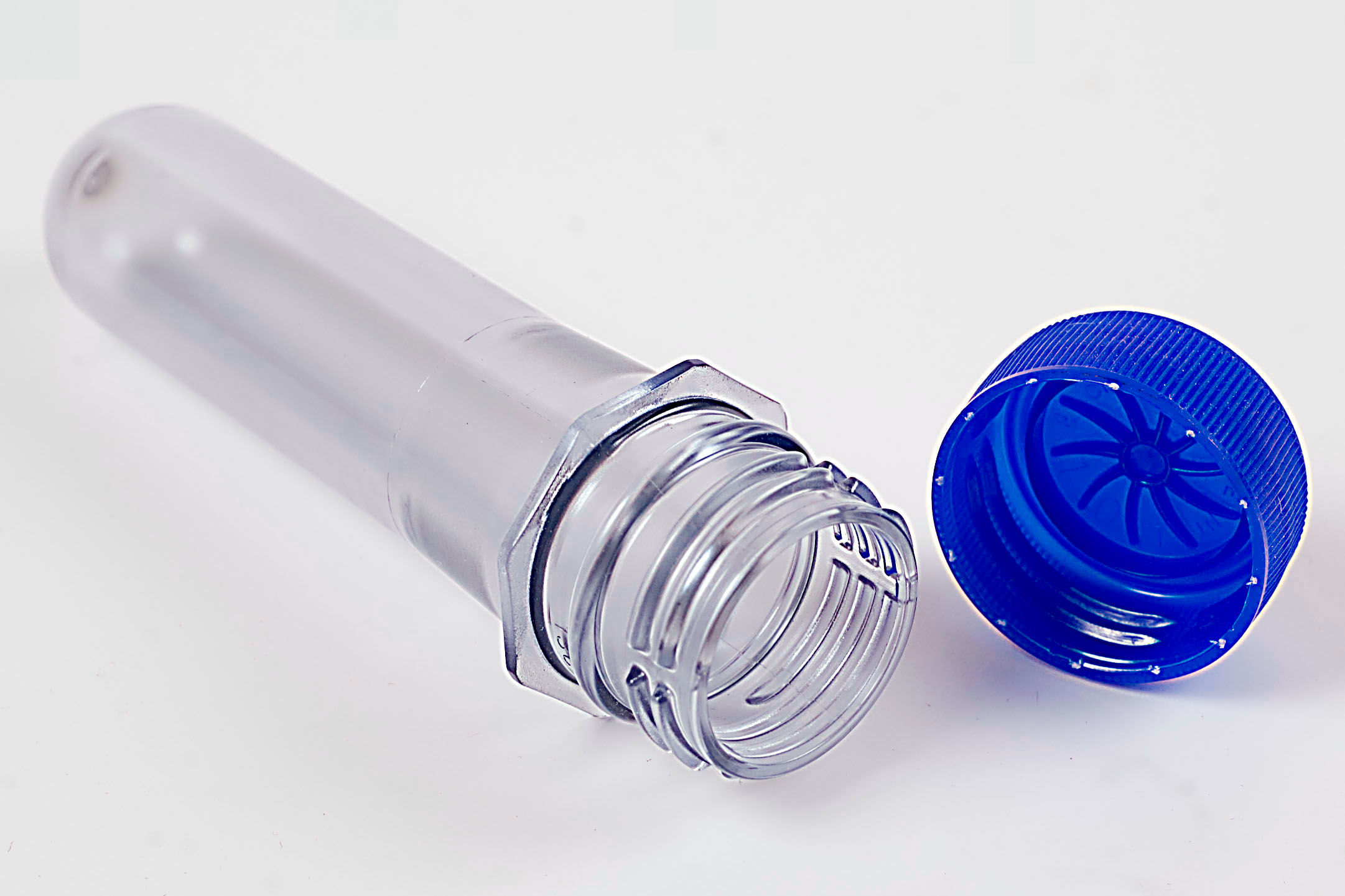
PET-Preform mit Deckel

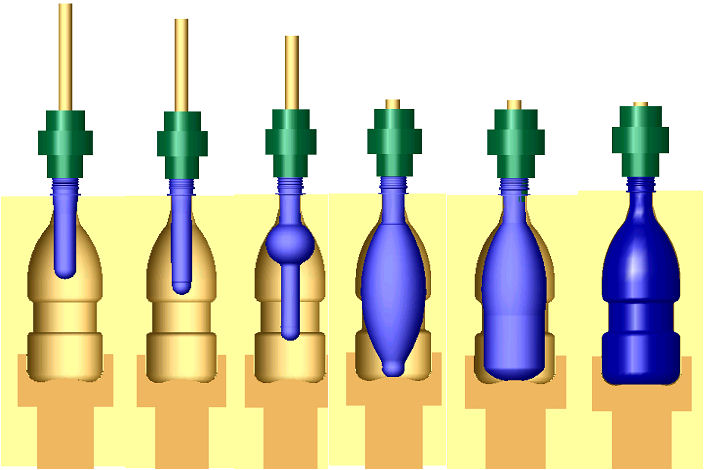
Herstellung einer PET-Flasche aus einem PET-Rohling

PET-Rohling (auch PETling oder PET-Preform) ist die spritzgegossene Vorform der allgemein bekannten PET-Flasche, mit bereits fertigem Verschlussgewinde PCO 28 mm.
Der Weg von einem PET-Rohling zur PET-Flasche durchläuft folgende Schritte, die in ihrer Gesamtheit als Streckblasen bezeichnet werden:
1. Der Rohling wird erwärmt (konditioniert), das heißt, es wird ein Temperaturprofil entsprechend der gewünschten Wanddickenverteilung in den Rohling eingebracht. Hierzu können beispielsweise Infrarotwärmestrahler eingesetzt werden.
2. Der Rohling wird in ein meist dreiteiliges Formwerkzeug eingespannt
3. Ein Dorn fährt in den Rohling und streckt ihn auf die endgültige Länge der Flasche
4. Druckluft bläst den entstandenen Schlauch in die endgültige Form
5. Die Temperatur der Flasche wird durch Kühlung des Werkzeugs unter die Glasübergangstemperatur gebracht
6. Das Formwerkzeug öffnet sich
7. Die fertige Flasche wird ausgeworfen

Bei genauer Betrachtung einer PET-Flasche lassen sich zwei lange senkrechte und im Bodenbereich eine rundum laufende Linie finden, die typisch für ein dreiteiliges Formwerkzeug sind. Wegen der Flaschenbodengeometrie muss das Werkzeug meist nach unten weggefahren werden, während sich die Seitenteile nach außen öffnen.
Erwärmt man den Rohling zu stark, so bildet sich bei einer Temperatur von circa 140 °C aus dem amorphen A-PET das kristalline C-PET, welches weißlich trüb aussieht, glashart und deshalb für PET-Flaschen nicht gewünscht ist.

## Alternative Verwendung
Neben der offenkundigen Verwendung als Rohling für PET-Flaschen können PET-Rohlinge auch als wasserdichtes Behältnis für kleine Gegenstände im Freien wie beispielsweise beim Geocaching eingesetzt werden.